# مقاطعة ربطري
مقاطعة ربطُري (بالصومالية: Degmada Rabdhure)‏ هي مقاطعة في جنوب غرب محافظة باكول في الصومال.

## روابط خارجية
- الخريطة الإدارية لمقاطعة ربطور